# Coming Out of the Dark
Coming Out of the Dark es el nombre del primer sencillo lanzado por Gloria Estefan para su álbum de estudio Into The Light. Fue lanzado el 10 de enero de 1991 por Epic Records.
La canción es una balada soul que incluye el uso de un coro. Entre las voces del coro se encuentran el colega de Estefan, el cantante cubano Jon Secada, y la cantante de R&B Betty Wright (ambas habían participado en coros en su álbum debut como solista, Cuts Both Ways, así como en Into the Light). El video musical que acompaña a la canción recibió una gran rotación en MTV Europa.